# Usina Hidrelétrica de Salto Grande
A Usina Hidrelétrica de Salto Grande (Lucas Nogueira Garcez) está localizada no rio Paranapanema entre os municípios de Salto Grande/SP e  Cambará/PR. 

## Características
A construção da usina foi concluída no ano de 1958, possui 4 turbinas tipo Kaplan e opera com potência máxima de 74 MW, a partir de um desnível de 15,3 m. A área do reservatório é de 12 km² . 
A usina possui um programa ambiental: Estação de Hidrobiologia e Aqüicultura. A usina era administrada pela Duke Energy até 2017, ano em que a CTG Brasil assumiu o controle das usinas do Paranapanema.
A usina é a mais antiga hidrelétrica em operação no rio Paranapanema, contudo possui um valor histórico imenso. A construção da usina e operação contribuiu para o desenvolvimento da região, atraindo indústrias e fomentando o transporte ferroviário. A usina também é reconhecida por ter participado do início da nacionalização da tecnologia hidrelétrica no Brasil.
Seu nível máximo operacional é de 384,67 m acima do nível do mar, seu nível mínimo operacional é de 381,17 m acima do nível do mar.
É considerada uma usina hidrelétrica a fio d'água.
Para sua construção, uma vasta área teve de ser inundada, incluindo cascatas, a cachoeira Salto Grande e a ponte do canal do Inferno.